# Monchon (district)
Monchon est l'un des districts de la sous-préfecture de Tougnifily, situé dans la préfecture de Boffa en république de Guinée.

## Géographie

### Démographie
- En 2014, le district comptait 2 052 habitants selon les RGPH 2014[1].